# Những lần phát hiện bàn chân người trên biển Salish

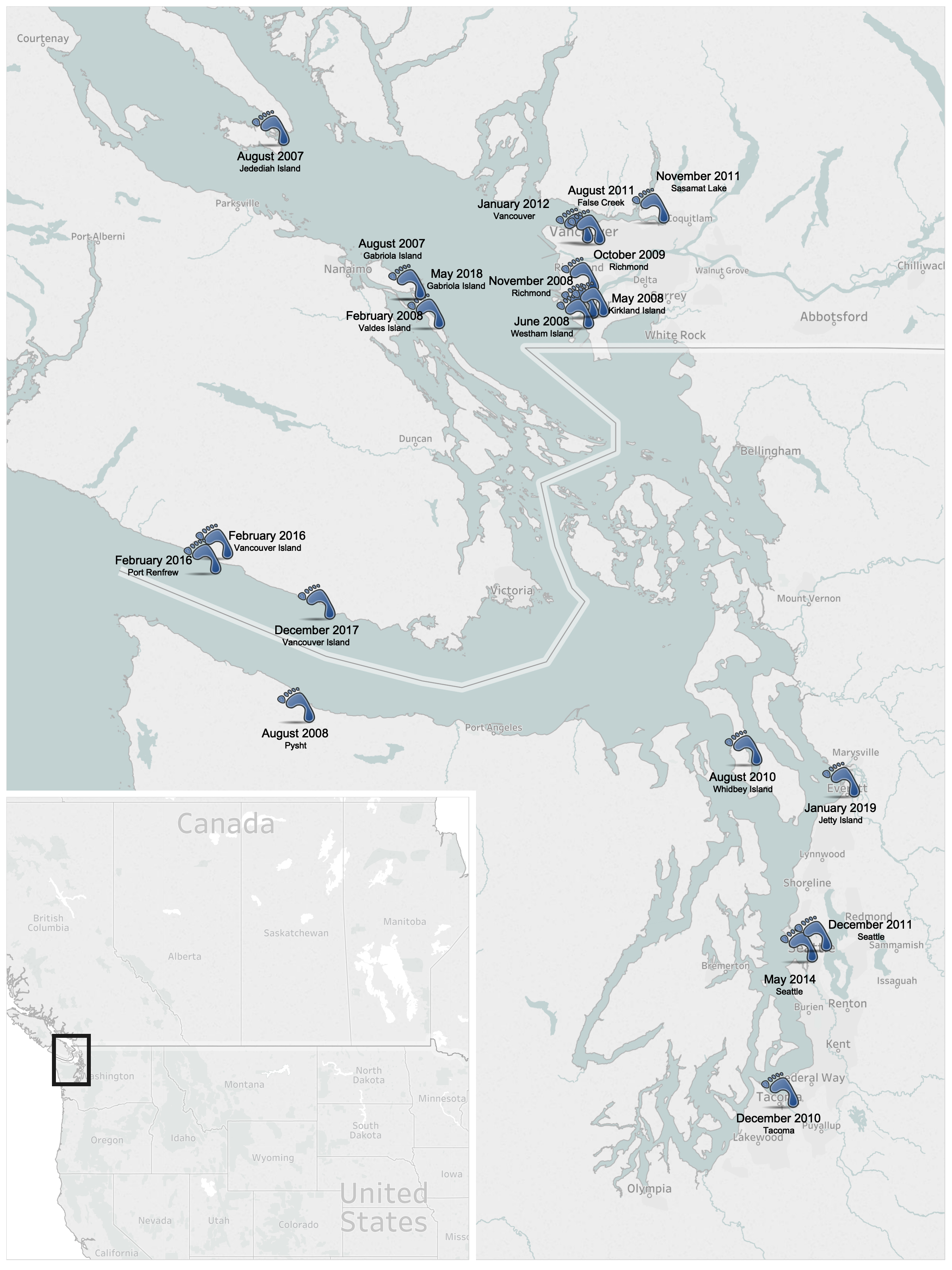
Những địa điểm mà các bàn chân người được phát hiện trên biển Salish tính đến ngày 3 tháng 1 năm 2019

Từ ngày 20 tháng 8 năm 2007, đã có ít nhất 20 phần chân người rời rạc đã được tìm thấy trên bờ biển của biển Salish tại British Columbia, Canada, và Washington, Hoa Kỳ. Phần chân đầu tiên được tìm thấy vào ngày 20 tháng 8 năm 2007 tại đảo Jedediah tại British Columbia của Canada và Tacoma, Seattle của Hoa Kỳ.
Tại Canada, B.C. Coroners Service đã cho biết vào tháng 12 năm 2017 rằng các nhà chức trách đã loại bỏ khả năng phạm tội trong tất cả các vụ án trước đó. Những bàn chân thường được tìm thấy trong các đôi sneaker, giám định tử thi cho rằng chúng giữ cho các bàn chân không bị chìm để sau đó trôi dạt vào bờ và bảo vệ bàn chân khỏi quá trình phân hủy vậy nên các bàn chân được tìm thấy tương đối nguyên vẹn.
Đây không phải là trường hợp đầu tiên xảy ra ở đây, những trường hợp tương tự đã diễn ra từ cách đây hơn một thế kỷ và điển hình là một bàn chân trong một đôi ủng được tìm thấy trên bãi biển vào năm 1887.

## Những lần phát hiện
Những khám phá về những bàn chân này không phải là lần đầu tiên trên bờ biển British Columbia. Một bàn chân được tìm thấy ở Vancouver vào năm 1887, dẫn đến việc nơi phát hiện được gọi là Leg-In-Boot Square. Vào ngày 30 tháng 7 năm 1914, tờ báo The Vancouver Sun đưa tin rằng những người mới đến từ Kimsquit đã phát hiện một bàn chân người trong một đôi ủng cao tại một bãi biển gần cửa sông Salmon (tên gọi trước đây của sông Dean). Bàn chân được cho là phần còn lại của một người đàn ông đã chết đuối trên dòng sông vào mùa hè năm trước.
Tính đến tháng 11 năm 2018, 15 bàn chân đã được tìm thấy tại British Columbia ở Canada từ năm 2007 đến 2018, cộng thêm năm bàn chân được phát hiện ở Washington, Hoa Kỳ. Có một số bàn chân hợp với nhau thành một cặp chân hoàn chỉnh.
Tại British Columbia, 13 trong số 15 bàn chân đã được xác định, mới nhất là một bàn chân trái được phát hiện trên bờ của một bãi đá tại Tây Vancouver, B.C., vào tháng 11 năm 2018. Thông qua phân tích DNA, nó thuộc về một người đàn ông đã mất tích trước đó vào cùng năm. Có thêm hai bàn chân không xác định nữa trôi dạt vào bờ biển Botanical, bờ biển phía Tây của hòn đảo Vancouver vào tháng 2 năm 2016.
Tại Hoa Kỳ, một trong số những đôi chân thuộc về một người phụ nữ đã nhảy cầu. Hai bàn chân tại Hoa Kỳ được xác định, một bàn chân thuộc về một ngư dân mất tích và bàn chân còn lại thuộc về một người đàn ông bị trầm cảm, có lẽ anh ta đã tự tử. Danh tính của người đàn ông được giữ bí mật theo nguyện vọng của gia đình.
Sau khi bàn chân thứ năm được tìm thấy (trong số 20 bàn chân cuối cùng), câu chuyện bắt đầu nhận được những sự quan tâm lớn của giới truyền thông quốc tế. Với những tiêu đề giật gân đến từ các tờ báo lớn như Herald Sun của Úc, The Guardian của Anh và Cape Times của Nam Phi, câu chuyện đã đưa những giả thuyết về nguyên nhân của bí ẩn.
Một bàn chân người khác được tìm thấy vào ngày 18 tháng 7 năm 2008 trên Tyee Spit gần Sông Campbell tại đảo Vancouver, được xác nhận là một trò lừa bịp. Trò lừa bịp đó là dùng "xương động vật" nhét vào một chiếc tất hoặc giày sau đó nhồi với rong biển khô. Cảnh sát Hoàng gia Canada đã mở một cuộc điều tra về vấn đề này.
Sau khi bàn chân thứ 11 được tìm thấy vào ngày 31 tháng 8 năm 2011, tại Vancouver nhiều đôi giày chạy chứa thịt sống theo nghi ngờ của cảnh sát đã trôi dạt vào bờ biển Oak, British Columbia.

## Danh sách những lần phát hiện
| Lần | Ngày                      | Địa điểm                            | Chi tiết | Tọa độ                                            |
| --- | ------------------------- | ----------------------------------- | --- | ------------------------------------------------- |
| 1   | Ngày 20 tháng 8 năm 2007  | Đảo Jedediah, B.C.                  | Một cô gái đến từ Washington nhặt được một đôi giày Adidas cỡ 12, mở chiếc tất lên và tìm thấy bàn chân phải của một người đàn ông. Chiếc chân được cho rằng đã bị đứt khớp do phân hủy dưới nước. Mẫu giày này được sản xuất vào năm 2003 và chủ yếu được bán tại Ấn Độ. Phần còn lại được xác định là của một người đàn ông bị trầm cảm đã mất tích.                                                                                        | 49°29′55″B 124°12′15″T / 49,49861°B 124,20417°T   |
| 2   | Ngày 26 tháng 8 năm 2007  | Đảo Gabriola, B.C.                  | Một bàn chân phải của một người đàn ông được phát hiện bởi một cặp đôi, khớp chân cũng đứt rời do phân hủy. Chiếc giày ngập trong nước và có vẻ một con vật đã đưa nó vào bờ. Khả năng cao nó trôi dạt vào bờ từ phía Nam. Chiếc giày Reebok màu trắng cỡ 12 được sản xuất vào năm 2004 và được bày bán toàn cầu nhưng chủ yếu là vùng Bắc Mỹ nhưng nó đã bị ngừng sản xuất kể từ đó.                                                         | 49°09′00″B 123°43′59″T / 49,15°B 123,733°T        |
| 3   | Ngày 8 tháng 2 năm 2008   | Đảo Valdes, B.C.                    | Một bàn chân phải trong một chiếc Nike cỡ 11. Phần còn lại được xác định là một người đàn ông 21 tuổi sống tại Surrey đã được thông báo mất tích vào bốn năm trước, cái chết của anh được xác định là "không đáng ngờ", có thể chỉ là tai nạn hoặc tự tử. Bàn chân phải được tìm thấy vào ngày 8 tháng 2 tại đảo Valdes và bàn chân trái được phát hiện vào ngày 19 tháng 6 tại đảo Westham được xác nhận là thuộc về cùng một người đàn ông. | 49°05′00″B 123°40′00″T / 49,083333°B 123,666667°T |
| 4   | Ngày 22 tháng 5 năm 2008  | Đảo Kirkland, B.C.                  | Bàn chân phải của một người phụ nữ được phát hiện trên một hòn đảo tại Sông Fraser nằm giữa Richmond và Delta, British Columbia. Vào năm 2011, bàn chân thứ tư đã được xác định thuộc về một người phụ nữ đã nhảy cầu tại New Westminster vào tháng 4 năm 2004. | 49°06′39″B 123°05′44″T / 49,110905°B 123,095627°T |
| 5   | Ngày 19 tháng 6 năm 2008  | Đảo Westham, B.C.                   | Một bàn chân trái của một người đàn ông đã được tìm thấy bởi hai người đi bộ đường dài vào ngày 19 tháng 6 khi nó đang trôi nổi trên mặt nước. Bàn chân phải được tìm thấy vào ngày 8 tháng 2 tại đảo Valdes và bàn chân trái được phát hiện vào ngày 19 tháng 6 tại đảo Westham được xác nhận là thuộc về cùng một người đàn ông. | 49°05′00″B 123°09′00″T / 49,083333°B 123,15°T     |
| 6   | Ngày 1 tháng 8 năm 2008   | Gần Pysht, Washington               | Một người cắm trại trên bãi biển đã phát hiện một bàn chân phải bên trong một chiếc giày đen cỡ 11. Nó bị bao phủ bởi rong biển. Khám nghiệm cho thấy đây là một bàn chân người. Đây là bàn chân đầu tiên được phát hiện nằm ở ngoài British Columbia. Cảnh sát Hoàng gia Canada và Sở Cảnh sát trưởng Quận Clallam đã nhất trí vào ngày 5 tháng 8 rằng bàn chân này khả năng cao là trôi dạt về phía Nam từ vùng biển Canada.                | 48°11′00″B 124°07′00″T / 48,183333°B 124,116667°T |
| 7   | Ngày 11 tháng 11 năm 2009 | Richmond, B.C.                      | Một bàn chân trái của một người phụ nữ được phát hiện trôi nổi trên sông Fraser tại Richmond. Xét nghiệm DNA cho thấy nó có liên kết về mặt di truyền với bàn chân được tìm thấy vào ngày 22 tháng 5. | 49°06′29″B 123°07′55″T / 49,108°B 123,132°T       |
| 8   | Ngày 27 tháng 10 năm 2009 | Richmond, B.C.                      | Một bàn chân phải được tìm thấy gần khu vực bãi biển Tam giác tại Richmond. Nó được xác định thuộc về một người đàn ông sống tại Vancouver được thông báo mất tích từ tháng 1 năm 2008. | 49°10′00″B 123°08′00″T / 49,166667°B 123,133333°T |
| 9   | Ngày 27 tháng 8 năm 2010  | Đảo Whidbey, Washington             | Một bàn chân phải trần của một người phụ nữ hoặc một đứa trẻ Bàn chân này được xác định đã ở trong nước trong vòng hai tháng. Thám tử Ed Wallace của Văn phòng Cảnh sát trưởng Quận Island tuyên bố rằng bàn chân sẽ được xét nghiệm DNA. Mặc dù vậy, không có một sự trùng hợp nào được tìm thấy trong cơ sở dữ liệu DNA quốc gia. | 48°05′00″B 122°34′00″T / 48,083333°B 122,566667°T |
| 10  | Ngày 5 tháng 12 năm 2010  | Tacoma, Washington                  | Bàn chân được tìm thấy trên một bãi bồi. Bàn chân phải vẫn còn ở bên trong một đôi ủng leo núi cỡ 6, khả năng cao thuộc về một thiếu niên hoặc trẻ vị thành niên. | 47°17′10″B 122°26′28″T / 47,286°B 122,441°T       |
| 11  | Ngày 30 tháng 8 năm 2011  | False Creek, B.C.                   | Không rõ giới tính. Bàn chân được tìm thấy trong một đôi giày chạy màu trắng và xanh của nam, trôi nổi bên cạnh bến du thuyền Plaza of Nations, gắn liền với xuơng cẳng chân. Khớp ở đầu gối đã bị đứt một cách tự nhiên do ngâm trong nước. | 49°16′30″B 123°06′36″T / 49,275°B 123,11°T        |
| 12  | Ngày 4 tháng 11 năm 2011  | Hồ Sasamat, B.C.                    | Một bàn chân phải của một người đàn ông trong một đôi ủng leo núi cỡ 12 được tìm thấy bởi một nhóm người đi cắm trại tại một vũng nước ngọt ở Hồ Sasamat gần Port Moody. Vào tháng 1 năm 2012, bàn chân được xác định thuộc về Stefan Zahorujko, một ngư dân mất tích vào năm 1987. Cảnh sát tin rằng bàn chân tách khỏi cơ thể một cách tự nhiên và không tìm thấy dấu hiệu phạm tội.                                                        | 49°19′23″B 122°53′20″T / 49,323°B 122,889°T       |
| 13  | Ngày 10 tháng 12 năm 2011 | Hồ Union, Seattle, Washington       | Xuơng chân và bàn chân người được tìm thấy trong một chiếc túi ni lông màu đen dưới cầu Ship Canal. Tính đến ngày 2 tháng 1 năm 2012, giám định pháp y vẫn chưa tìm được nguyên nhân qua đời hay xác định danh tính thi thể. | 47°39′07″B 122°19′23″T / 47,652°B 122,323°T       |
| 14  | Ngày 26 tháng 1 năm 2012  | Vancouver, B.C.                     | Vào ngày 26 tháng 1 năm 2012, phần còn lại của "những gì có vẻ là xương người trong một chiếc ủng" được tìm thấy trên bãi cát gần viện bảo tàng Maritime tại Vancouver. | 49°16′41″B 123°09′04″T / 49,278°B 123,151°T       |
| 15  | Ngày 6 tháng 5 năm 2014   | Seattle, Washington                 | Từ một bức ảnh tin tức, có vẻ như đó là một bàn chân trái. | 47°37′34″B 122°22′23″T / 47,626°B 122,373°T       |
| 16  | Ngày 7 tháng 2 năm 2016   | Đảo Vancouver, B.C.                 | Những người đi bộ đường dài trên on biển Botanical, gần Port Renfrew trên Đảo Vancouver, tìm thấy một bàn trên trong một chiếc tất và giày chạy bộ. | 48°31′48″B 124°26′42″T / 48,53°B 124,445°T        |
| 17  | Ngày 12 tháng 2 năm 2016  | Đảo Vancouver, B.C.                 | Một bàn chân trôi dạt vào gần Port Renfrew trên đảo Vancouver. B.C. Coroners Service tuyên bố rằng nó trùng khớp với bàn chân được tìm thấy 5 ngày trước đó. | 48°31′48″B 124°26′42″T / 48,53°B 124,445°T        |
| 18  | Ngày 8 tháng 12 năm 2017  | Đảo Vancouver, B.C.                 | Phần còn lại của một cái chân trong một chiếc giày trôi dạt vào bờ gần khu định cư ở Sông Jordan trên đảo Vancouver. Sau khi phân tích DNA, thi thể được xác định là Stanley K. Okumoto (79 tuổi) sinh sống tại Silverdale, Washington. | 48°25′14″B 124°02′41″T / 48,420572°B 124,04469°T  |
| 19  | Ngày 6 tháng 5 năm 2018   | Đảo Gabriola, B.C.                  | Vào trưa Chủ Nhật ngày 6 tháng 5, một người đàn ông đang đi dọc bờ biển trên Đảo Gabriola đã phát hiện ra một chiếc giày đi bộ đường dài, bên trong có một bàn chân người. | 49°09′00″B 123°43′59″T / 49,15°B 123,733°T        |
| 20  | Tháng 9 năm 2018          | Tây Vancouver, B.C.                 | Nạn nhân được cho là một người đàn ông dưới 50 tuổi. |                                                   |
| 21  | Ngày 1 tháng 1 năm 2019   | Đảo Jetty, Everett, Washington      | Bàn chân được tìm tháy trong một chiếc ủng. Qua phân tích DNA, nạn nhân được xác định là Antonio Neill, mất tích từ ngày 12 tháng 12 năm 2016. | 48°00′37″B 122°13′38″T / 48,0104°B 122,2272°T     |
| 22  | Ngày 21 tháng 11 năm 2021 | Biển Locust, Bellingham, Washington | Xương của một bàn chân bên phải được tìm thấy trong một đôi ủng dùng để làm việc khi nó trôi dạt vào bờ biển Locust, ngay phía tây của ranh giới thành phố Bellingham. Nạn nhân được xác định là nam giới. |                                                   |
| 23  | Tháng 12 năm 2021         | Port Angeles, Washington            | Vào năm 2021, bàn chân được xác định thuộc về Jerilyn L. Smith, mất tích từ tháng 1 năm 2018. |                                                   |
| 24  | Ngày 23 tháng 7 năm 2023  | Biển Gonzales, Victoria, B.C        | Chưa có thông tin chi tiết nào được công khai vào thời điểm này. Giới tính không rõ. Dịch vụ giám định tử thi BC (BCCS) đang điều tra. |                                                   |